# Erik Marxen
Erik Marxen (Middelfart, 2 dicembre 1990) è un calciatore danese, difensore del Nordsjælland.

## Palmarès

### Club

#### Competizioni nazionali
- Coppa di Danimarca: 1

Randers: 2020-2021